# Werauhia kupperiana
Werauhia kupperiana là một loài thuộc chi Werauhia. Đây là loài bản địa của Costa Rica và Ecuador.

## Giống
- xVrierauhia 'Gladys Aono'